# Piega inframammaria

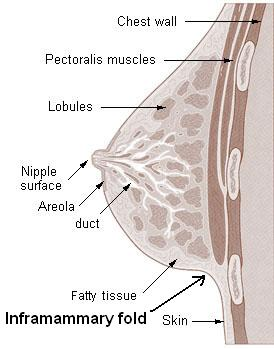
Disegno della piega inframmamaria (in inglese Inframammary fold) localizzata sotto il seno, tra di esso e il petto

La piega inframammaria o linea inframammaria è una caratteristica dell'anatomia umana che consiste in una piega naturale del seno verso il basso, che è il luogo in cui si incontrano il seno e il torace. La scelta del termine dipende dalla prominenza e fisiologia del seno. È anche chiamato "solco inframmario" o "legamento inframammario". Dal punto di vista cosmetologico è una componente estetica importante del seno, che viene presa in considerazione durante i vari tipi di chirurgia al seno. 

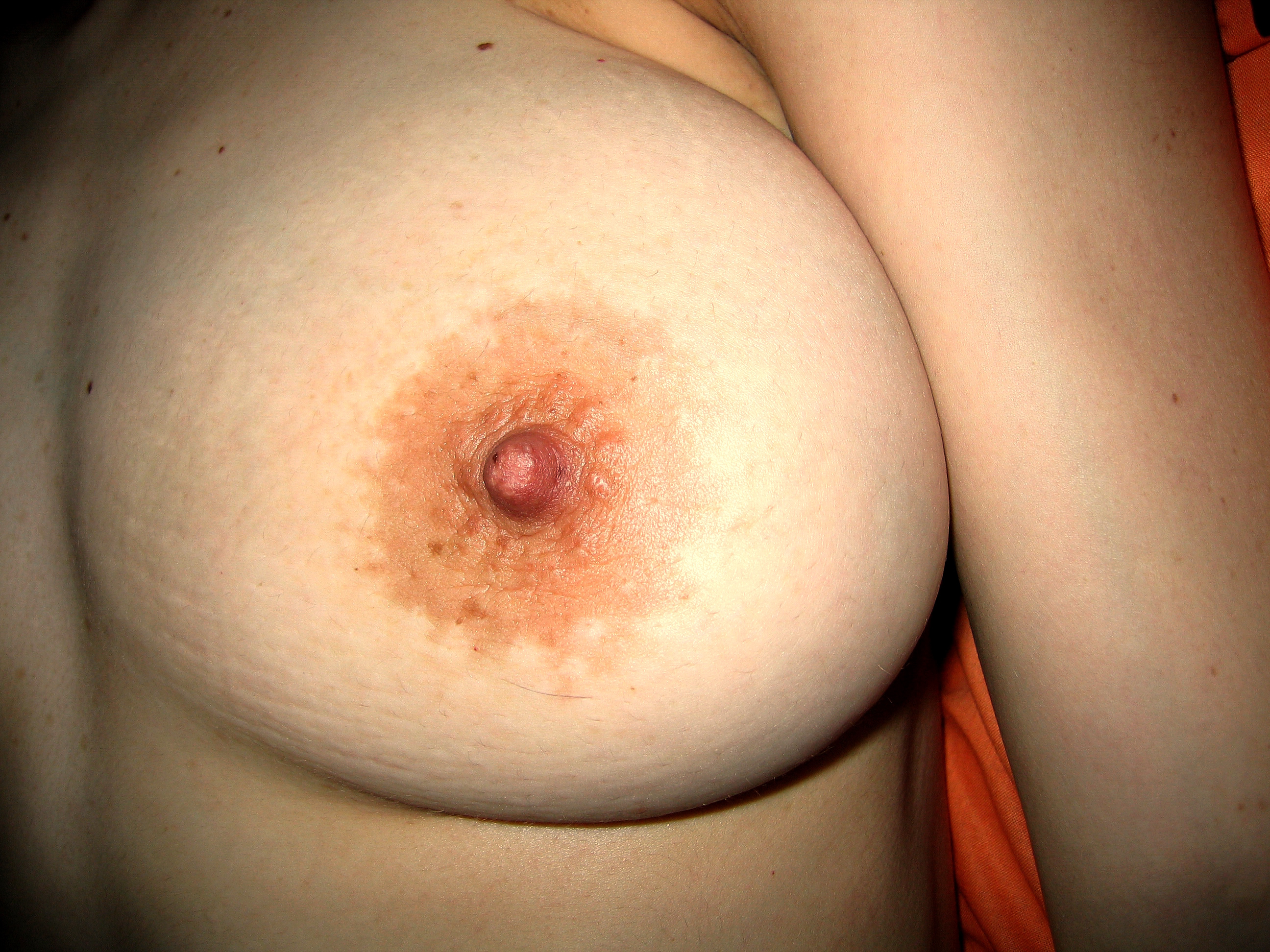
Vista frontale di un seno; notare nella parte inferiore di esso la piega inframmamaria

Istologicamente, è stato rivelato che la piega inframammaria è una struttura dermica intrinseca costituita da normali tessuti di collagene tenuti insieme da un sistema superficiale fasciale. La piega è formata dalla fusione della faccia superficiale dermica delle mammelle e di quella del petto.